# بید علفی پونه‌ای
بید علفی پونه‌ای، علف خر پونه‌ای (نام علمی: Epilobium parviflorum) نام یک گونه (زیست‌شناسی) از سرده بید علفی است.